# Nazionale maschile di pallacanestro della Guinea-Bissau
La nazionale di pallacanestro della Guinea-Bissau è la rappresentativa cestistica della Guinea-Bissau ed è posta sotto l'egida della Federazione cestistica della Guinea-Bissau.